# 무케시 암바니
무케시 디루바이 암바니(영어: Mukesh Dhirubhai Ambani, 1957년 4월 19일~)는 인도의 기업인이다. 릴라이언스 인더스트리 회장이다. 릴라이언스 인더스트리 지분의 48%를 소유하고 있다.
2010년 7월, 약 290억 달러의 재산으로 아시아에서 가장 부유한 사람이자 세계에서 4위의 부자로 선정되었다.

## 학력
- 화학기술 공업대학교 화학 학사

## 생애
1974년 화학기술 공업대학교에 입학하여 화학 학사 학위를 거쳤다.
1977년 증권거래소에 기업공개를 하며 대기업으로 전환한 이후 1980년, 인디라 간디 총리 정부가 섬유산업 진흥목적으로 폴리에스터 실(Polyester Filament Yarn, PFY)의 생산공장 건설 허가를 민간에 주었다.
2010년 무케시 암바니는 인포텔 브로드밴드를 7억 달러에 인수하고 사명을 지오 인포컴으로 바꾸면서 통신 사업을 시작했다.
2016년 릴라이언스 지오(Reliance Jio) 브랜드를 런칭했다.
2020년 기준 세계 부호 5위에 오르게 된다.